# Pycnacantha fuscosa
Pycnacantha fuscosa är en spindelart som beskrevs av Simon 1903. Pycnacantha fuscosa ingår i släktet Pycnacantha och familjen hjulspindlar.
Artens utbredningsområde är Madagaskar. Inga underarter finns listade i Catalogue of Life.